# Coproptilia glebicolorella
Coproptilia glebicolorella är en fjärilsart som beskrevs av Pieter Cornelius Tobias Snellen 1903. Coproptilia glebicolorella ingår i släktet Coproptilia och familjen stävmalar. Inga underarter finns listade i Catalogue of Life.